# Susan Wagner
Susan L. Wagner (* 26. Mai 1961 in Chicago) ist eine US-amerikanische Finanzmanagerin und Mitbegründerin von BlackRock.

## Werdegang
Geboren und aufgewachsen in einer Familie aus Chicago, absolvierte sie 1982 ihren Bachelor-Abschluss in Englisch und Wirtschaftswissenschaften mit Auszeichnung am Wellesley College in Massachusetts. Den Master of Business Administration in Finanzwesen erwarb sie 1984 an der Universität von Chicago.
Ihre erste berufliche Station nach dem Studium waren die Lehman Brothers in New York City. Hier entwickelte sie Mortgage Securities, deren Weiterentwicklungen 2007 die Weltfinanzkrise auslösen sollten. Im Jahr 1988 wechselte Wagner mit Ralph Schlosstein zur Blackstone Financial Group, die im selben Jahr in BlackRock umbenannt wurde. Als stellvertretende Vorsitzende des Unternehmens und Chief Operating Officer war sie verantwortlich für Fusionen und Übernahmen, darunter Quellos, Merrill Lynch Investment Management und Barclays Global Investors. 2012 zog sie sich aus dem operativen Geschäft von BlackRock zurück, hat aber noch einen Sitz im Aufsichtsrat.
Im Jahre 2014 erfolgte eine Berufung in den Vorstand von Apple und eine Wahl in den Verwaltungsrat der Swiss Re.
Sie stand über mehrere Jahre auf der Fortune Liste der „50 Most Powerful Women in Business - FORTUNE's annual ranking of America's leading businesswomen“.

## Auszeichnungen
- Most Powerful Women in New York, 2011
- 50 Most Powerful Women in Business, 2011[5]